# Victor-Camille De Brabandere
Victor-Camille De Brabandere (Aarsele, 6 oktober 1848 - Heist, 14 juni 1929) was een Belgisch rechtsgeleerde en hoogleraar aan de Rijksuniversiteit Gent.

## Biografie

### Familie
Victor-Camille De Brabandere was een zoon van brouwer Romanus De Brabandere (1810-1882). Hij trouwde in 1879 in Elsene met Anne Verbockhaven (1859-1886). Uit dit huwelijk kwamen twee zonen: Paul Romain De Brabandere (1880-1962), voorzitter van het Hof van Beroep van Gent, en Joseph De Brabandere (1882-1946), vicevoorzitter van de Bank van de Generale Maatschappij van België. Na het vroegtijdig overlijden van zijn vrouw hertrouwde hij in 1887 in Gent met haar zus Charlotte Verbockhaven (1864-1936), met wie hij twee dochters kreeg die beiden huwden. 
Twee van zijn kleinzonen, Jean (1913-2007) en Etienne de Brabandere (1916-1973), zonen van Joseph, werden in 1965 opgenomen in de erfelijke adelstand.

### Carrière
De Brabandere liep school aan het Sint-Jozefscollege in Tielt en studeerde aan de Facultés universitaires Notre Dame de la Paix in Namen, de Katholieke Universiteit Leuven en de Rijksuniversiteit Gent. Hij behaalde er de diploma's van doctor in de rechten, kandidaat in het notariaat en doctor in de politieke en administratieve wetenschappen.
In 1874 werd hij docent aan de rechtenfaculteit van de Gentse universiteit. In 1877 werd hij er buitengewoon hoogleraar en in 1882 gewoon hoogleraar. Hij doceerde er publiek recht, administratief recht, politieke economie, handelsrecht, beginselen van het administratief recht, parlementaire en wetgevende geschiedenis van België, vervoer en commerciële outillering en vergelijkende wetgeving over het vervoer en commerciële en maritime outillering. In 1919 ging hij met emeritaat.
De Brabandere bekleedde verschillende posities:
- 1886-1887 - secretaris van de academieraad,
- 1886-1888 - lid van de Verbeteringsraad van het hoger onderwijs,
- 1900-1912 - rector van de Rijksuniversiteit Gent.